# Alpes réticos
Los Alpes réticos (en italiano, Alpi Retiche; en alemán Rätischen Alpen) son una parte de los Alpes orientales centrales a lo largo de las fronteras suizo-italiana y suizo-austriaca, ubicados en su mayor parte en el cantón de los Grisones en la Suiza oriental. El Piz Bernina (4.049 m s. n. m.), que se encuentra en la frontera italiana, es el pico más alto. Los Alpes réticos incluyen las sierras Albula, Bernina, Bregaglia, Rätikon y Silvretta. El parque nacional Suizo se encuentra en su segmento oriental.
Según la Partición de los Alpes del año 1926, los Alpes réticos formaban una sola sección alpina. Las nuevas clasificaciones, entre ellas la SOIUSA, por motivos especialmente de composición geológica han subdividido los Alpes réticos en tres secciones distintas: Alpes Réticos occidentales, Alpes réticos orientales y Alpes Réticos meridionales.